# NGC 1740
NGC 1740 је елиптична галаксија у сазвежђу  Орион која се налази на NGC листи објеката дубоког неба.
Деклинација објекта је - 3° 17' 45" а ректасцензија 5h 1m 54,7s. Привидна величина (магнитуда) објекта NGC 1740 износи 12,9 а фотографска магнитуда 13,9. NGC 1740 је још познат и под ознакама MCG -1-13-46, NPM1G -03.0222, PGC 16589.